# Фонтан (Сент Албан сир Лимањол)
Фонтан (фр. Fontans) је насељено место у Француској у региону Лангдок-Русијон, у департману Лозер.
По подацима из 2011. године у општини је живело 212 становника, а густина насељености је износила 6,25 становника/km².

## Демографија
| 1962. | 1968. | 1975. | 1982. | 1990. | 2011. |
| ----- | ----- | ----- | ----- | ----- | ----- |
| 334   | 318   | 361   | 283   | 278   | 212   |